# Gewone grashalmdansvlieg
De gewone grashalmdansvlieg (Hybos culiciformis) is een vliegensoort uit de familie van de Hybotidae. De wetenschappelijke naam van de soort is voor het eerst geldig gepubliceerd in 1775 door Fabricius.